# Super Bowl XV
Super Bowl XV var den 15:e upplagan av Super Bowl, finalmatchen i amerikansk fotbolls högsta liga, National Football League, för säsongen 1980. Matchen spelades den 25 januari 1981 mellan Oakland Raiders och Philadelphia Eagles, och vanns av Oakland Raiders. De kvalificerade sig genom att vinna slutspelet i konferenserna American Football Conference respektive National Football Conference. Värd för Super Bowl XV var Louisiana Superdome i New Orleans i Louisiana.
Matchen spelades några dagar efter gisslankrisen i Iran, och ceremonierna inför matchen färgades av patriotism.